# Șega

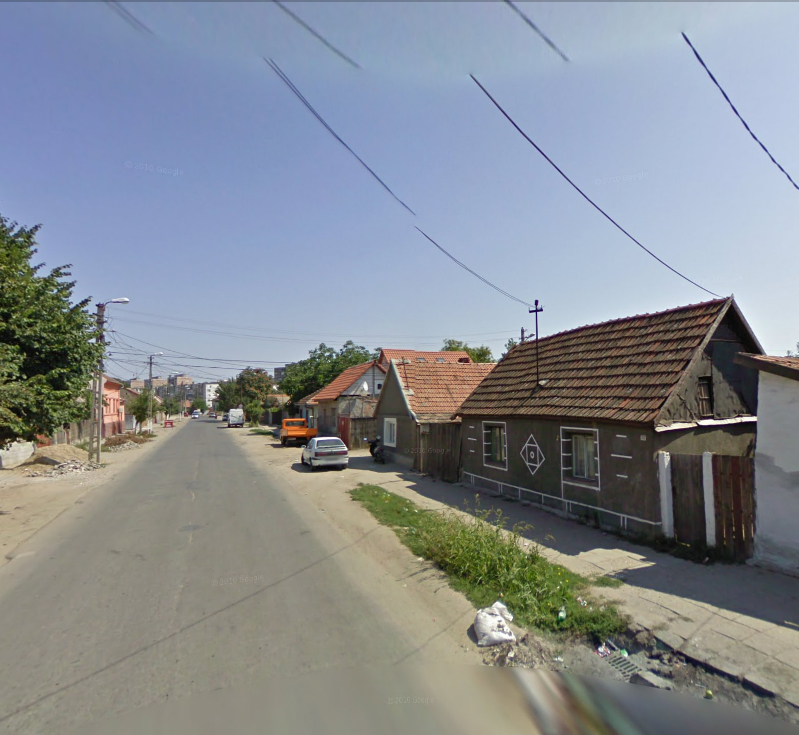
Stradă din Șega

Șega este unul dintre cartierele orașului Arad. Cartierul a fost înființat înainte de Marea Unire. Aici locuiește o mare comunitate de rromi, mulți dintre care s-au mutat în special în perioada comunistă, când s-au facut masive colonizări cu populație rromă, adusă în special din cartierul Alfa.
În Șega sunt foarte multe biserici și case de rugăciuni -în special ale cultelor neoprotestante .

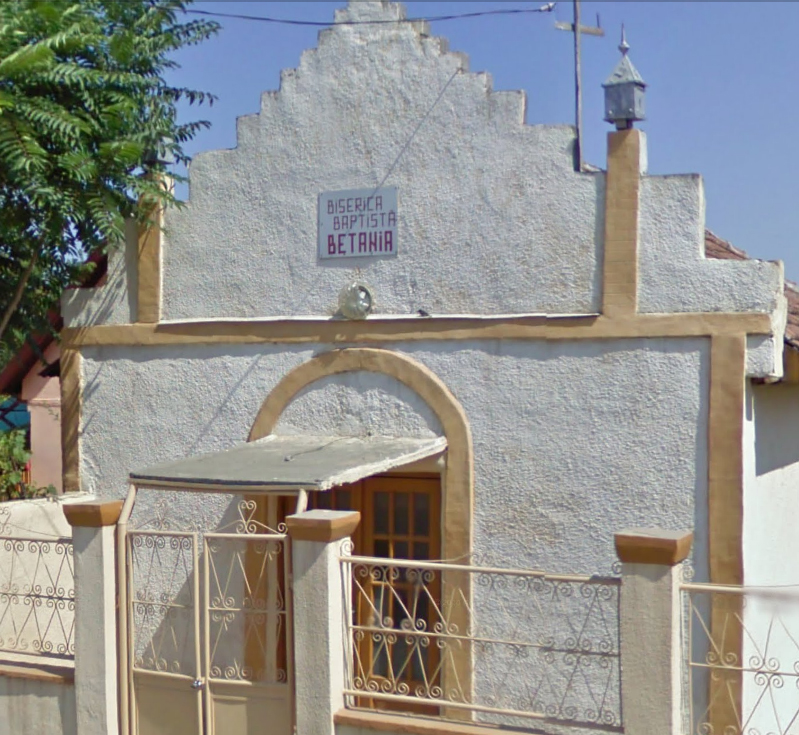
Biserica Baptistă Betania din cartierul Șega

## Biserici din cartierul Șega
- Biserica Baptistă Betania
- Biserica Baptistă Credința
- Biserica Ortodoxă din Șega
- Biserica Penticostală Porumbița
- Biserica Baptistă Pregătirea
- Biserica Baptistă din Șega
- Biserica Martorii lui Iehova din Șega
- Biserica Adventistă de ziua a 7-a

## Galerie

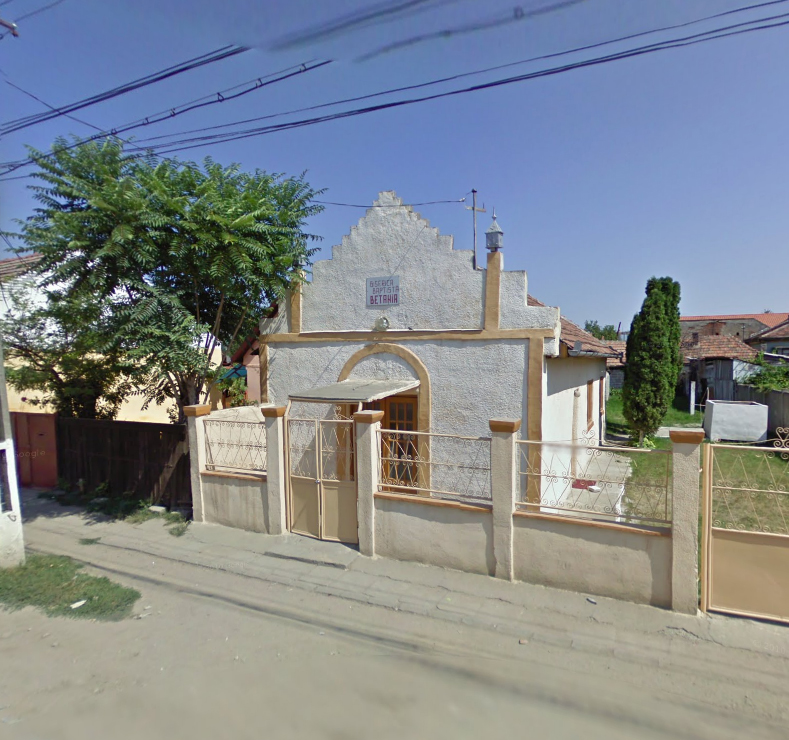
Biserica Baptistă Betania
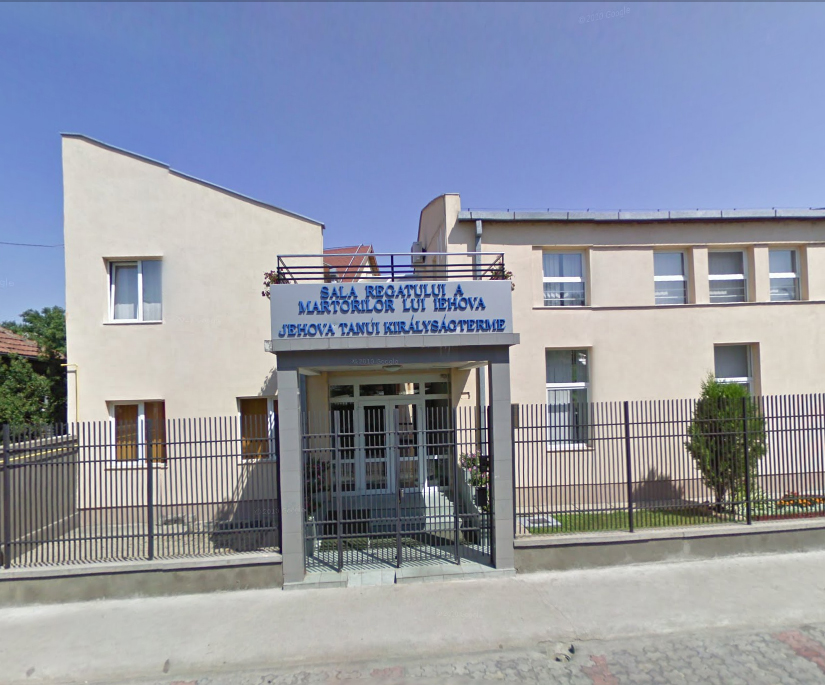
Biserica Martorii lui Iehova din Șega
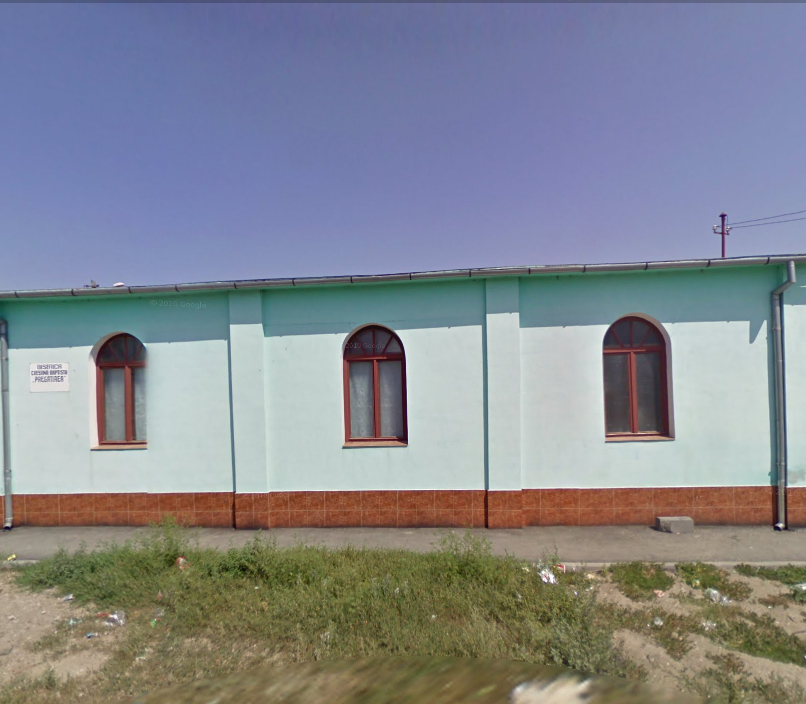
Biserica Baptistă Pregătirea
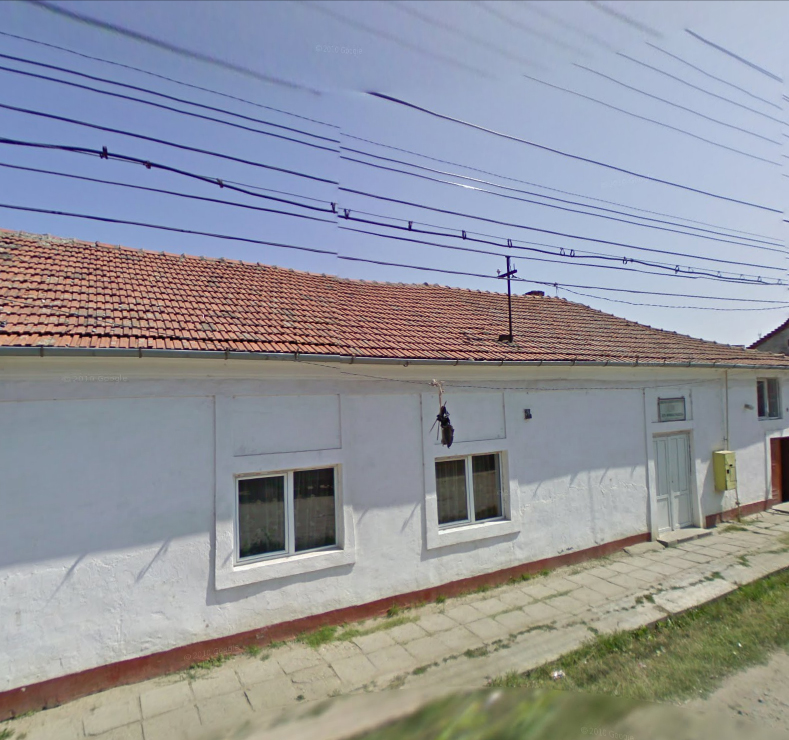
Biserica Baptistă Credința
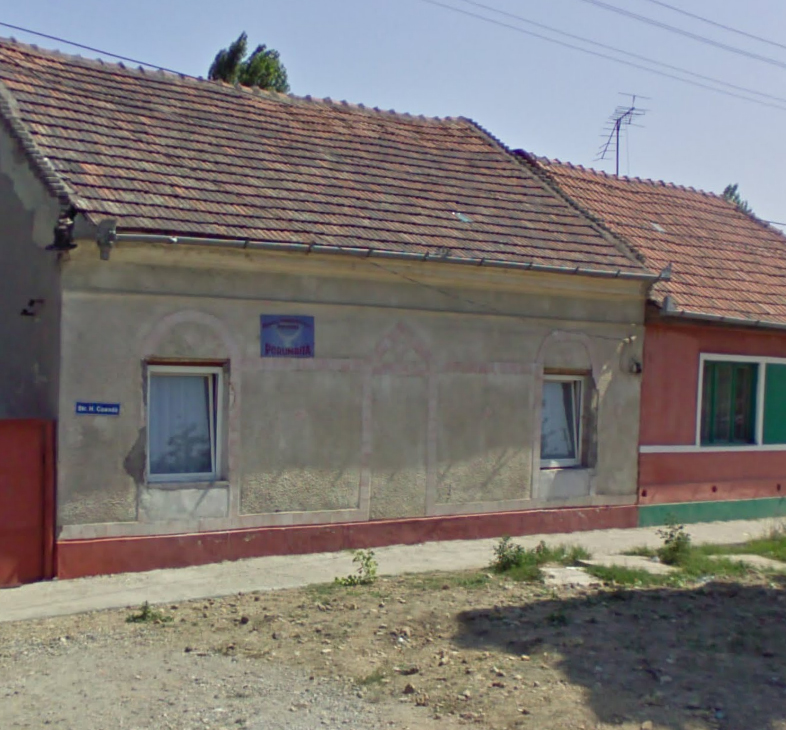
Biserica Penticostală Porumbița
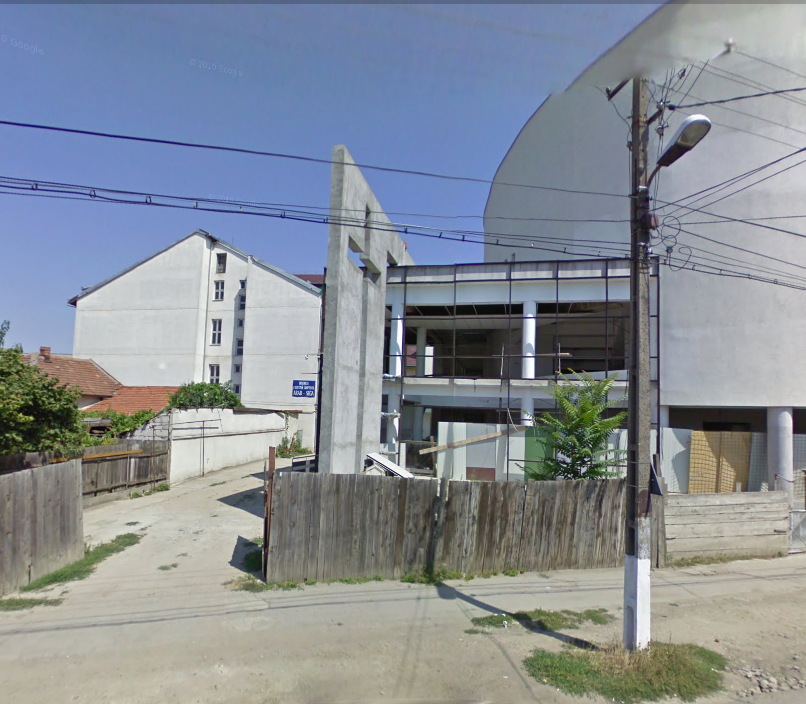
Biserica Baptistă din Șega
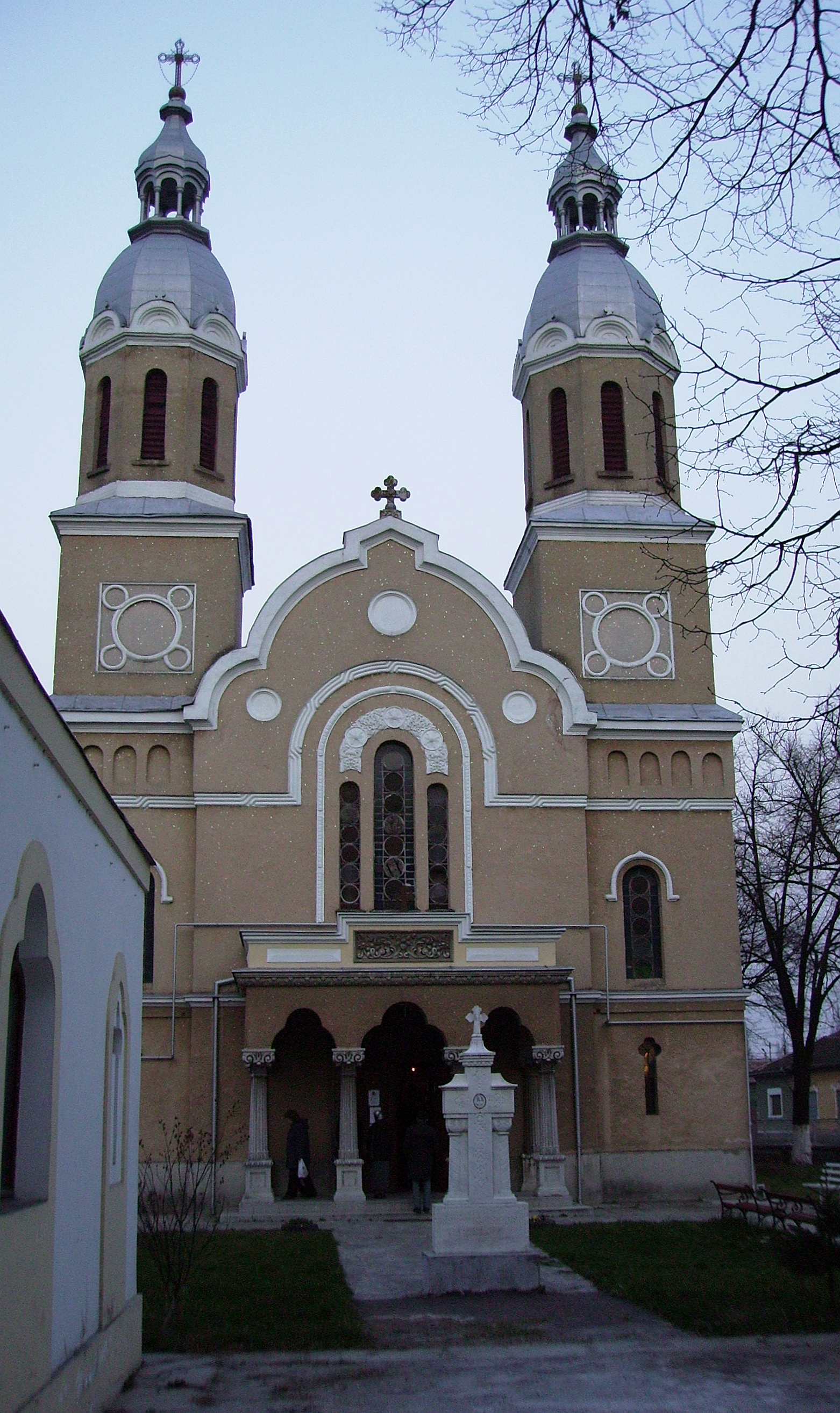
Biserica Ortodoxă din Șega
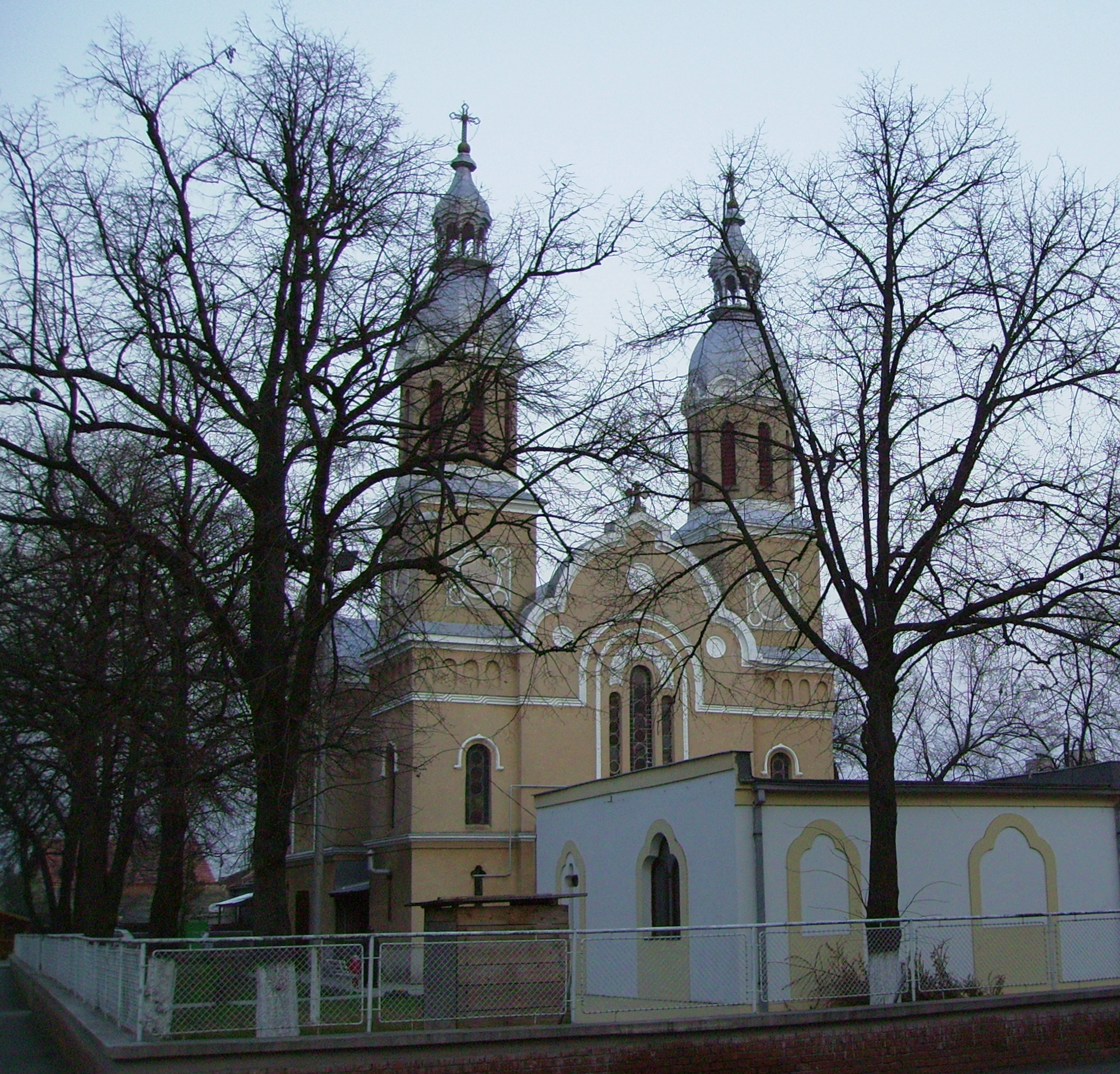
Biserica Ortodoxă din Șega